# 埃克舍市镇
埃克舍市镇（瑞典語：Eksjö kommun）是瑞典南部延雪平省的一个市镇。其治所位于埃克舍。
现有的市镇创建于1971年，由前埃克舍城与其他三个毗邻的市镇合并而成。